# Eugenia lambertiana
Eugenia lambertiana är en myrtenväxtart som beskrevs av Dc.. Eugenia lambertiana ingår i släktet Eugenia och familjen myrtenväxter. Inga underarter finns listade i Catalogue of Life.